# كاتي سميث
كاتي سميث (بالإنجليزية: Katie Smith) مواليد 4 يونيو 1974 في لانكستر، هي لاعبة كرة سلة أمريكية سابقة بدأت مسيرتها الاحترافية في سنة 1999. تم اختيارها من قبل فريق مينيسوتا لينكس خلال الدرافت. لعبت آخر مرة مع فريق نيويورك ليبرتي في دوري الاتحاد الوطني لكرة السلة النسائية. شاركت في دورة الألعاب الأولمبية الصيفية سنة 2000. اعتزلت اللعب في 2013. فازت بلقب دوري المحترفات. شاركت 7 مرات في مباراة كل النجوم.

## المسيرة الاحترافية
لعبت مع مينيسوتا لينكس من سنة 1999 إلى 2005، ثم لعبت مع ديترويت شوك من سنة 2006 إلى 2009، ثم لعبت مع واشنطن ميستيكس في سنة 2010، ثم لعبت مع سياتل ستورم من سنة 2011 إلى 2013، ثم لعبت مع نيويورك ليبرتي في سنة 2013.

## الميداليات
| الميدالية | المسابقة                           |
| --------- | ---------------------------------- |
| ذهبية     | الألعاب الأولمبية الصيفية 2000     |
| ذهبية     | الألعاب الأولمبية الصيفية 2004     |
| ذهبية     | الألعاب الأولمبية الصيفية 2008     |
| ذهبية     | كأس العالم لكرة السلة للسيدات 1998 |
| ذهبية     | كأس العالم لكرة السلة للسيدات 2002 |
| برونزية   | كأس العالم لكرة السلة للسيدات 2006 |
| فضية      | الألعاب الجامعية الصيفية 1995      |

## روابط خارجية
- كاتي سميث على موقع الاتحاد الدولي لكرة السلة (الإنجليزية)
- كاتي سميث على موقع الاتحاد الوطني لكرة السلة النسائية (الإنجليزية)
- كاتي سميث على موقع كرة السلة الأوروبية.كوم (الإنجليزية)
- كاتي سميث على موقع كلية كرة السلة في سبورتس رفرنس.كوم (الإنجليزية)
- كاتي سميث على موقع ريلجم (الإنجليزية)
- كاتي سميث على موقع بروبوليرز (الإنجليزية)
- كاتي سميث على موقع قاعة مشاهير كرة السلة للسيدات (الإنجليزية)
- كاتي سميث على موقع سبورتس رفرنس (الإنجليزية)
- كاتي سميث على موقع سبورتس رفرنس (الإنجليزية)
- كاتي سميث على موقع سبورتس رفرنس (الإنجليزية)